# Portail peint
Das Portail peint ist ein Portal der Kathedrale Notre-Dame in Lausanne.

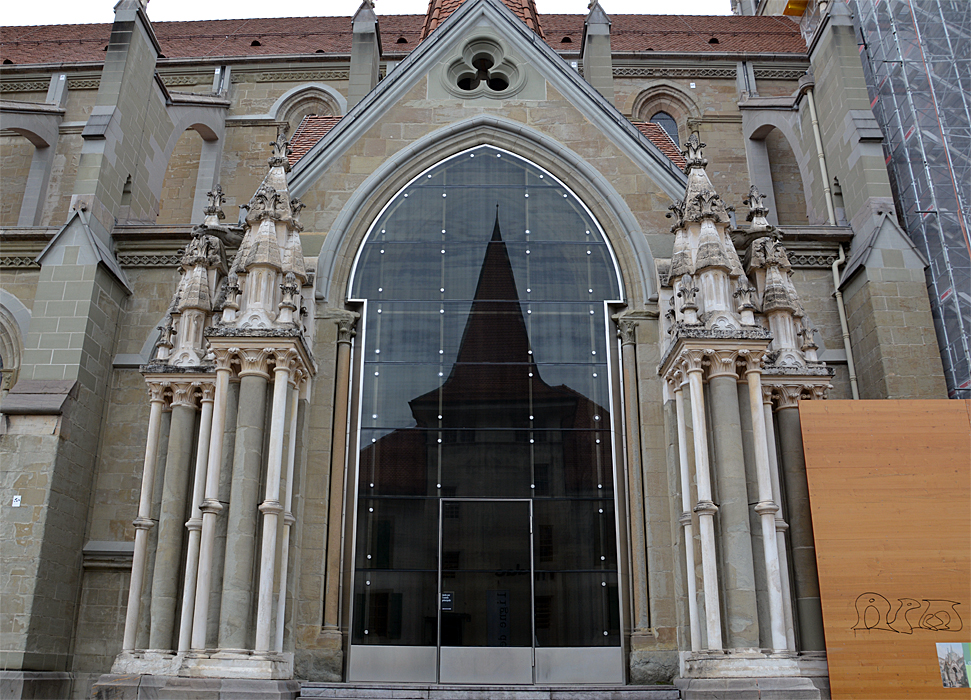
Portail peint

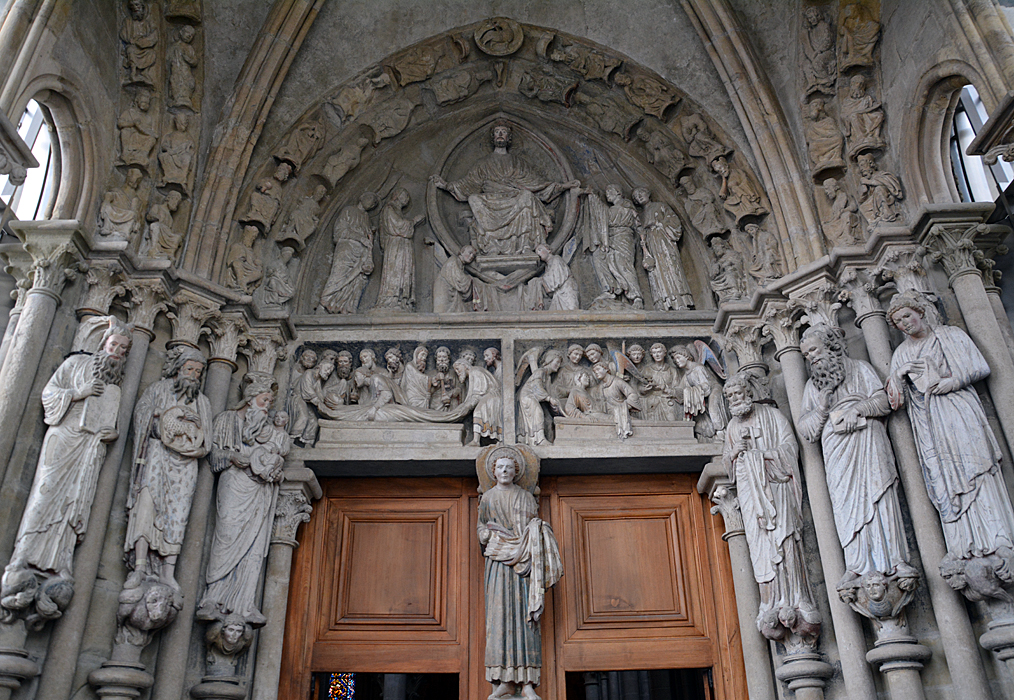
Figurenschmuck an der Nordwand

## Geschichte
Mit dem Südportal der Kathedrale Notre-Dame wurde der Bau der Kirche um zirka 1235 abgeschlossen. Das Portal sollte der Eingang für Pilger zur Marien-Kapelle der Kathedrale sein.  Der arkadenartige Vorbau war ursprünglich nach drei Seiten offen. Aus baustatischen Gründen wurden die Öffnungen allerdings noch im 13. Jahrhundert zugemauert. Während der umfangreichen Restaurierung des Kirchenbaus von 1872 an, wurde das Portal 1880 erneut geöffnet, hielt den Wettereinflüssen allerdings nicht stand. Die Skulpturen verwitterten und die Statik des Portals war erneut gefährdet. Erst die im Jahre 2007 abgeschlossene erneute Restaurierung sorgte für den notwendigen Schutz des Bauwerks. Die Arkadenbögen sind jetzt mit Fenstern verschlossen und das Portal lässt sich nur noch vom Kirchenschiff aus betreten. 
Die beiden Skulpturen-Ensembles des Portail Peint zählen zu den wertvollsten Europas (so der Kunsthistoriker Peter Kurmann). Sie waren ursprünglich farbig bemalt. Dargestellt ist im Tympanon die Krönung Mariens, die sich stark von anderen gotischen Darstellung unterscheidet, da nicht die Krönung selbst, sondern deren Vorbereitung Gegenstand des Werks ist. In den vier Säulenbögen befinden sich jeweils drei Skulpturen von Personen aus dem Alten und dem Neuen Testament. Der Stil des Portals sowie der Skulpturen weist Parallelen zu den Kathedralen von Chartres und Besançon sowie zum Straßburger Münster auf.